# こんちきしょうめ
「こんちきしょうめ」は、ガガガSPが2014年6月25日に発売した通算18枚目となるシングル。発売元はavex entertainment。

## 概要
- ガガガSPが2014年にリリースした唯一のシングル。前作「友よ」から、1年1か月ぶりのリリースとなった。
- 初回限定盤に付属しているDVDには、2014年の1月から3月にかけて行われた全国ツアー『「くだまき男の飽き足らん生活」ツアー2014』の内、2014年3月9日に渋谷CHELSEA HOTEL、2014年3月23日にmusic zoo KOBE太陽と虎で行われたライブの一部の模様が収録されている。また、通常盤には、デュエル・マスターズ限定プロモーション・カード「百鬼ヤコウ」が封入されている。

## 収録曲

### CD
1. こんちきしょうめ
  - 作詞・作曲：山本聡

テレビ東京系アニメ「デュエル・マスターズVS」のオープニング主題歌。
アニメの主題歌に向けて書き下ろした曲。アニメへのタイアップが決定した際、メンバーがそれぞれ楽曲を製作し、その中で山本聡が作製した楽曲が主題歌として採用された。山本聡は、楽曲作りにあたって「大変だった。」とコメントしている。
PVは、メンバーの演奏シーンとライブ映像をミックスしたものとなっている。
なお、アニメのオープニングには、ショートバージョンを使用しているが、「デュエル・マスターズVS」の第33話と最終話のデュエルシーンで、この曲のフルバージョンが流された。だが、デュエルシーンの音よりもやや小さめに流している。そのため、少し聞き取りにくい部分もある。また、「デュエル・マスターズVSRF」の第44話のデュエルシーンでは、Pileの楽曲「素晴らしきSekai」と共に、本楽曲が流された。また、本楽曲が同アニメ内で流されるのは、約1年半ぶりとなる。
10thアルバム『ガガガを聴いたらサヨウナラ』には、アレンジされたアルバムバージョンが収録されている。なお、シングルバージョンは、どのアルバムにも収録されておらず、本作のみに収録されている。
2. 別に、いや別に・・・
  - 作詞・作曲：コザック前田

発売前に前田は、バンドのブログで「ガガガSP丸出し」とこの楽曲について紹介していた。
「好きな人への不器用な男の思いをパンク調に乗せている」などとラジオ等で紹介されている。
デュエル・マスターズVSの主題歌に向け書き下ろされた曲だが、不採用となったためカップリング曲となった。
サビの「別、別、別に別に」という部分は、当シングルの1曲目「こんちきしょうめ」のサビ「ドロードロードロードロー」に対応している。
3. こんちきしょうめ(instrumental)
  - 作曲：山本聡
4. 別に、いや別に・・・(instrumental)
  - 作曲：コザック前田

### 初回限定盤 DVD
『「くだまき男の飽き足らん生活」ツアー2014』
1. つなひき帝国（music zoo KOBE太陽と虎）
2. はきだめぶぎ（渋谷CHELSEA HOTEL）
3. カゲロウ橋（渋谷CHELSEA HOTEL）
4. 神戸駅（music zoo KOBE太陽と虎）
5. どんでん返し（music zoo KOBE太陽と虎）
6. あの頃の僕は君にとってどう見えるかい（music zoo KOBE太陽と虎）
7. 明日からではなく（渋谷CHELSEA HOTEL）
8. 飯食って寝る（music zoo KOBE太陽と虎）

## 収録アルバム
- ガガガを聴いたらサヨウナラ (#1,アルバムバージョン)